# František Weyr (matematik)
František Weyr (1820 Náchod – 1889 Předměřice nad Labem) byl český matematik, učitel a otec Emila Weyra a Eduarda Weyra.

## Život
František Weyr studoval v letech 1833 až 1839 na gymnáziu v Hradci Králové a pak v dalších letech na Filozofické fakultě Univerzity Karlovy v Praze. V roce 1855 byl jmenován skutečným učitelem matematiky a fyziky na německé reálce v Praze, kde také svoji dráhu zakončil. Je autorem práce Ueber die Aehnlichkeit, Gleichheit und Congruenz der Dinge überhaupt und geometrischer Gebilde insbesondere. Je rovněž autorem Otázek a odpovědí z matematiky a fyziky v německém jazyce.